# المشاييخ (قبيلة)
السادة المشاييخ (المناصير) إحدى الأسر في سهل تهامة والحجاز، ينتسبون إلى ذوي منصور.
يتركز عموم المشاييخ المناصير في جنوب المملكة العربية السعودية ومنطقة مكة المكرمة في خبت وادي دوقة شمال القنفذة، كما لهم تواجد في المظيلف وبيضين حلي والأحسبة والشواق وكذلك قرية الحسينية في الغميقة وعدد من القرى في بقية أنحاء الساحل.

## النسب
نسب مشاييخ تهامة المناصير:
- إبراهيم بن جميع مرفوع نسبه إلى منصور بن محمد[1] بن عبد الله بن عبد الواحد بن مالك بن الحسين بن مهنا الأكبر (حمزة) بن داود بن القاسم بن عبيد الله بن طاهر بن يحيى بن الحسن بن جعفر بن عبيد الله بن الحسين بن علي بن الحسين بن علي بن أبي طالب.

وقد أخطأ حمد الجاسر في كتابه معجم قبائل المملكة العربية السعودية في أنه جعل المشاييخ بطنا من بني يوس (بني أوس) من زهران، لأن العلاقة بين المشاييخ وزهران هي علاقة حلف وجوار فقط  وهذا متقدم لنزول إبراهيم بن جميع (حفيد الجد الأول منصور، وهو الجد الأدنى) قرية الخليف في تهامة زهران، ثم دخول بعض أبناءه ممن يقطن دوقة وما حولها بعده في جوارهم. ويعضد هذا قول الشاعر ابن ثامرة الزهراني: «من تعدّى عالشريك المنصري لا بدّ له من ندره. رحبي يا أرض الخبوت ويا طوارف ونسى بنا.»
ذكر الزبيدي في كتابه طبقات الخواص أهل الصدق والإخلاص إبراهيم بن جميع من ذوي الكشف والكرامات وأنه من قوم يقال لهم بنو منصور. وذكر ابنه محمد السني بأنه صاحب كرامات وعبادة ومجاهدة، كثير إطعام الطعام، وكانت دياره في الخليف وهي قرية قريبة قرية الخلف وهما من الحجاز مما يلي اليمن، فلا تذكر إحداهما إلا وتذكر الأخرى معها، فلا يقال إلا الخليف والخلف غالبا وهما بالخاء المعجمة والفاء.
وذكر النسابة عاتق البلادي في كتابه معجم قبائل الحجاز، عدد من الأسر الذين يدعون بالمشاييخ في الحجاز وذكر منهم المشاييخ الذين يسكنون في دوقة وذكر أنهم من أحلاف زهران. ولكنه أشار أنهم يدعون نسبة للأنصار، وهو قول مبهم غير معروف. وكذلك ذكر جماعة تدعى بالمشاييخ في الطائف، ومشاييخ الطائف وما حولها منهم من ينتسب إلى ثقيف ومنهم من ينتسب إلى بلحارث، ويوجد في سراة بجيلة من ينتسب إلى بني مالك من بجيلة وقيل هي نسبة حلف ولا يعرف إذا كانوا ينتسبون للمناصير أم لا.
وأيضا ذكر الشيوخ من قبيلة حرب وذكر أن منهم من حالف زبيدا من حرب وبني عمرو، وذكر كذلك دعوة نسبتهم إلى الأنصار، ولا يعرف إذا كان الشيوخ هم من المشاييخ المناصير أم ليسوا منهم. وأشار أيضا أنهم لا يزوجون إلا لقرشي أو لنفس الاسم مما قد يرجح أنهم حلفاء.
وهناك أسر معروفة في تهامة كآل السني وآل قارز والفقهاء وآل عزيزة وآل صلاح يعتقد أنها تنتسب لابن جميع من خلال ولده محمد السني.

## أصل التسمية
يعرف مشاييخ تهامة بالمناصير نسبة لجدهم المتقدم ذكره، ويدعون بالمشاييخ لقبا لا نسبا. عدا أنه كان يدعى المناصير بأبناء الشيخ لمشيخة جدهم، وقيل لنسبه الشريف. فتحولت اللفظة بمرور الوقت إلى «الشيخي» على أفراد القبيلة إلى جانب المنصري. والشيخي لفظة عمومية أطلقت على قبائل وجماعات مختلفة في شتى الأماكن، وليس كل شيخي منصري. ويوجد في تهامة من المشاييخ في قبائل عديدة مثل مشاييخ ثمالة من ثقيف وبني مالك وبلحارث والشيوخ من حرب ممن لا يعلم إذا كانوا ينتسبون للمناصير أم لا.
كما أن المناصير اسم لأكثر من قبيلة عربية، وليس كل المناصير من المشاييخ.

## فروع المشاييخ
فروع قبيلة المشاييخ المناصير حاليا هم:
1. آل إبراهيم
2. آل ذيبان
3. آل صارم في المضحاة
4. البرادية
5. آل عبد الله
6. آل خماش
7. آل يوسف في الشعراء
8. آل السني
9. القصرة
10. الكجمان
11. آل سويد
12. آل العواجي
13. الحوسان
14. آل سعيد في المريبي
15. آل خضر
16. اللماميد
17. آل القحيطي
18. الجيالين وأحدهم
19. آل رضي.[7]